# L'Or de MacKenna
Pour plus de détails, voir Fiche technique et Distribution.
L'Or de MacKenna (Mackenna's Gold) est un film américain de J. Lee Thompson, sorti en 1969.

## Synopsis
Alors qu'il patrouille à la recherche du gangster Colorado, le shérif MacKenna manque de se faire tuer par un vieil indien solitaire. Celui-ci meurt en lui laissant la carte d'un fabuleux trésor apache, connu dans toute la région mais jamais encore découvert. Une légende apache prévient que quiconque tente de s'en emparer trouvera la mort.
Pendant ce temps-là, Colorado tue un fermier (dont on apprend ensuite qu’il s’agit du juge Bergmann) et prend sa fille Inga en otage. La nourriture et les chevaux seront volés pour la recherche du trésor.
MacKenna est capturé par Colorado et ses hommes qui eux aussi recherchent le vieil Indien. Colorado comprend que McKenna a détruit la carte et le prend aussi en otage en raison de son excellente mémoire (réputé aux jeux de cartes).
Colorado et ses hommes sont rejoints par une bande de chercheurs d'or menée par le chef Ben Baker, avec laquelle ils font un pacte de collaboration pour chercher le trésor dans un territoire hostile : les Apaches et la Cavalerie des États-Unis (parti à la recherche de Colorado).
Lors d'une escale sur un point d'eau, la bande est attaquée par les soldats menés par le sergent Tibbs. La totalité des chercheurs d'or et une grande partie de la bande de Colorado sont tués dans l'embuscade.
Colorado, McKenna, Inga et deux Apaches renégats (Hachita et Hesh-Ke), échappent à la tuerie. Ils cavalent vers le lieu du trésor tout en étant poursuivis par le sergent Tibbs et ses hommes. McKenna demande à Colorado de relâcher l'otage Inga afin que sa présence ralentisse la cavalerie.
Inga se rapproche de la cavalerie et leur dévoile la chasse au trésor. Le sergent Tibbs tue alors ses hommes et décide de rejoindre Colorado avec l'otage Inga. Ensemble, fort de cette alliance de raison, ils échappent aux Apaches qui les traquent sans relâche.
Ils finissent par trouver le trésor dissimulé dans une faille d'un canyon, dans laquelle ils s'engouffrent. Alors que le groupe dévale au galop vers son butin, sur le versant de la falaise, l'Apache Hesh-Ke trouve la mort lors d'une chute dans le vide. Colorado et Hachita tuent le sergent Tibbs pour ne pas partager le butin. Hachita, éclairé par une révélation divine (lui demandant d'éliminer les non Apaches qui voudraient s'emparer de l'or sacrée), tente de tuer Colorado, mais échoue et est abattu par ce dernier.
Les Apaches arrivent sur le lieu de trésor : lors de l'attaque, la vibration des chevaux au galop et l’écho provoquent un éboulement rocheux qui ensevelit définitivement le trésor et le site. La prophétie s'est réalisée.
Colorado, McKenna et Inga (sans avoir pu prendre la moindre pépite), s'échappent miraculeusement de l'avalanche de roches. McKenna dit à Colorado de disparaître définitivement sous peine d’arrêt et ramène Inga chez les siens. Accrochées au dos de sa selle, apparaissent des fontes pleines de pépites d'or (que le sergent Tibbs avait préalablement remplies), mais cela, McKenna, à l'instant où s'achève l'histoire, l'ignore encore.

## Fiche technique
- Titre : L'Or de MacKenna
- Titre original : Mackenna's Gold
- Réalisation : J. Lee Thompson
- Scénario : Carl Foreman et Heck Allen (Henry Wilson Allen (en)), d'après son roman du même nom (écrit sous le pseudonyme de Will Henry), paru en 1963
- Production : Carl Foreman et Dimitri Tiomkin
- Musique : Quincy Jones (La chanson Ole Turkey Buzzard (Freddie Douglas - Quincy Jones), interprétée par Jose Feliciano dans la version originale[1] est dans la version française adaptée par Ralph Bernet et interprétée par Johnny Hallyday sous le titre L'Or de MacKenna[2]).
- Photographie : Joseph MacDonald et Richard Moore (prises de vues additionnelles)
- Costumes : Norma Koch
- Montage : Bill Lenny, Raymond Poulton (associé)
- Pays d'origine : États-Unis
- Genre : western
- Durée : 128 minutes
- Dates de sortie :
  - États-Unis : 10 mai 1969
  - France : 21 mars 1969

## Distribution
- Gregory Peck (VF : Jacques Berthier) : le shériff MacKenna
- Omar Sharif (VF : Gérard Hernandez) : Colorado
- Camilla Sparv (VF : Nelly Vignon) : Inga Bergmann
- Keenan Wynn (VF : Albert de Médina) : Sanchez
- Julie Newmar : Hesh-Ke
- Ted Cassidy : Hachita
- Telly Savalas (VF : Serge Sauvion) : le sergent Tibbs
- Lee J. Cobb (VF : Pierre Collet) : le rédacteur en chef
- Raymond Massey : le prêtre
- Burgess Meredith (VF : Serge Lhorca) : l'épicier
- Anthony Quayle (VF : Jean Berger) : l'Anglais
- Edward G. Robinson (VF : Louis Arbessier) : le vieil Adams
- Eli Wallach (VF : Marcel Bozzuffi) : Ben Baker
- Eduardo Ciannelli (VF : Lucien Raimbourg) : le chien de Prairie
- Dick Peabody : Avifa
- Rudy Diaz (VF : Claude Bertrand) : Besh
- Robert Phillips : Monkey
- Shelley Morrison : Prima Squaw
- J. Robert Porter : le jeune Anglais
- David Garfield : le compagnon du vieil Adams
- Pepe Callahan (VF : Albert Augier) : Laguna
- Madeleine Taylor Holmes : la vieille femme apache
- Duke Hobbie : le lieutenant
- Victor Jory (VF : Denis Savignat) : le narrateur

## Critiques et influences
Selon Julien Welter, de Télérama, si ce classique de J. Lee Thompson, est « aussi unique, bizarre et amusant », cela est dû au fait qu'il est marqué par de nombreux autres films et qu'il mêle à ce western de nombreux autres genres. S'il lorgne vers le passé, cette production précède également les blockbusters en devenir. 
C'est ainsi que des analogies sont faites avec : 
- La Ville abandonnée (de William A. Wellman, 1948, avec déjà Grégory Peck mettant à mal son image de « jeune premier ») ;

- Le Bon, la Brute et le Truand (de Sergio Leone, 1966 — Clint Eastwood pressenti initialement pour le rôle de MacKenna, refusa le film. Autre référence au western européen, la chanson du film interprété par Johnny Hallyday en français, « doublant » José Feliciano chanteur de la version originale) ;

- Maciste dans les mines du roi Salomon (de Piero Regnoli, 1964, compétitions de masculinité, personnages féminins « faisant tapisserie » […], nombreux points communs, malgré la conséquence du budget, avec les productions de péplums à Cinecittà et leurs décors en « carton-pâte ») ;

- Assurance sur la mort (de Billy Wilder, 1944, initialement monté avec une durée d'environ trois heures et réduit à deux heures par la Columbia, soucieuse des conséquences commerciales, un texte narratif est ajouté pour satisfaire le manque de crédibilité et l'incohérence de l'histoire que ces coupes ont provoquées. Le narratif comme vecteur d'action, tel que cela a été fait deux décennies plus tôt pour ce classique du film noir de Wilder) ;

- Les Canons de Navarone (de J. Lee Thomson, 1961 — premier opus du tandem Thompson-Peck, suivront Les nerfs à vif et L'Homme le plus dangereux du monde, celui-ci est leur quatrième et dernière rencontre cinématographique — et son lot de célébrités internationales, dont certaines dans la version finale se voient réduites en une simple participation, voir apparition sans dialogue) ;

- 2001, l'Odyssée de l'espace (de Stanley Kubrick, 1968, auquel ce western emprunte un passage psychédélique, avec un étrange monolithe, égaré dans un endroit de Monument Valley qui trouble la raison de chacun). Les paysages pierreux sont eux inspirés de La planète des singes (de Franklin Schaffner, 1968) ;

- Les Aventuriers de l'arche perdue (de Steven Spielberg, 1981, alors étudiant en cinéma, Georges Lucas, est envoyé sur le tournage afin de réaliser un making-of ; il y fit ses classes et en retint des idées empruntées à ce western dans la franchise Indiana Jones) ;

- Lone Ranger : Naissance d'un héros (de Gore Verbinski, 2013, quatre décennies après L'or de MacKenna, ce western rhabille le Far West version hollywoodienne et ses massacres d'indiens).